# Křížová výprava (Hvězdná brána)
Křížová výprava je 19. epizoda 9. řady sci-fi seriálu Hvězdná brána.

## Děj
Těhotná Vala Mal Doran kontaktuje Velitelství Hvězdné brány, použitím dálkového komunikačního zařízení a převetme kontrolu nad tělem Dr. Daniela Jacksona. Vala říká překvapenému týmu SG-1 co se jí stalo po bitvě u Kallany. Vala byla přenesena do galaxie Oriů, kde se probudila v posteli muže, který ji našel a myslel si, že byla darem od bohů.
Vala se dozvěděla, že město, ve kterém žije je jedním z mnoha měst, kde se staví vesmírné lodě a cvičí vojska pro invazi Oriů do Mléčné dráhy. Vala se rozhodla převzít roli hospodyně u zmrzačeného Tomina, muže, který Valu našel. Když Vala zjistila, že je těhotná, rychle se vdala za Tomina, aby si Tomin myslel, že dítě je jeho. Nicméně Vala nevěděla, kdo je skutečným otcem dítěte, protože neměla s nikým žádný vztah, ale později zjistí, že dítě je ve skutečnosti vůle Oriů.
Mezitím na Zemi plukovník Čechov informuje generála Hanka Landryho, že Rusko již nemá zájem o účasti na programu Hvězdné brány a plánuje, že nechají jejich dohodu se Spojenými státy zaniknout. Toto znamená, že Rusko si vezme Hvězdnou bránu zpět, protože ji USA jen půjčili. Rusko zřejmě podporuje v tomto kroku Čína.
Zpět v SGC, Vala říká zbytku SG-1, že byla podezřelá, že je nevěřící a byla na příkaz Seevise, místního správce, připoutaná po dobu tří dnů na veřejnosti. Tomin ji však zachránil. Když se Vala šla podívat na stavbu vesmírných lodí, byla překvapená, že Seevis je vůdcem tzv. protiorijského hnutí. Seevis plánoval sabotovat lodě a zabít tisíce stoupenců Oriů.
Mezitím, na Zemi, generál Landry zjistí, že Rusové ve skutečnosti nechtějí zpět jejich bránu, ale pouze se pokouší vytvořit nátlak na vládu USA. Výměnou za bránu jsou Američané přinuceni dát Rusům plány vesmírné lodi třídy Daedalus.
Mezitím, v galaxii Oriů Seevisův plán sabotáže selhává. Oriové posílají Tomina, aby Seevise zabil. Tomin Seevise zabije a zničí komunikační zařízení. Tím přerušuí komunikaci Valy s SGC. Vala ujišťuje Tomina, že nebyla součástí žádné konspirace a že jej bude doprovázet na jeho křížové výprvě proti nevěřícím. Na Zemi se SGC snaží zjistit, kde Oriové staví jejich druhou Superbránu a SG-1 se rozhodne pátrat po Merlinově zbrani, která dokáže zabít povznesené bytosti. Když budou Oriové zničeni, jejich stoupenci je pak neuvidí jako bohy a křížová výprava nebude nutná.